# Jardin Émile-Gallé
Le jardin Émile-Gallé est un jardin public du 11e arrondissement de Paris, dans les quartiers de la Roquette et Sainte-Marguerite.

## Situation et accès
Le jardin se situe dans le coin sud-est du 11e arrondissement de Paris, non loin de la rue de Charonne (plus au nord), du boulevard Voltaire (vers l'ouest) et de l'avenue Philippe-Auguste (à l'est).
Il est bordé sur ses côtés est et sud par des immeubles, au nord par la rue Neuve-des-Boulets et à l'ouest par la cité Beauharnais. Ces deux voies offrent chacune un accès à l'espace vert.
Il est desservi par la ligne 9 à la station Rue des Boulets.

## Caractéristiques
Le jardin Émile-Gallé forme un rectangle d'environ 70 m de long sur à peu près autant de large, pour une superficie de 5 840 m2 (le plus grand jardin de l'arrondissement, et le 3e plus grand espace vert après les squares Colbert et de la Roquette).
Il présente deux allées qui se croisent perpendiculairement, leur intersection étant marquée par un bassin possédant un jet d'eau. Des contre-allées possèdent des pergolas recouvertes de plantes grimpantes.
L'est du jardin est occupé par un cadran solaire monumental.
Le jardin porte le nom de l'artiste français Émile Gallé (1846-1904), maitre verrier, ébéniste, céramiste et fondateur de l'École de Nancy.

## Historique
Le jardin est créé en 1986 à l'emplacement d'une ancienne remise de voitures. En 1993, il est agrandi de 1 000 m2 vers la rue Neuve-des-Boulets, au nord, afin d'aménager une aire de jeux pour enfants.

## Cadran solaire
La partie est du jardin est occupée par un cadran solaire monumental, créé par Daniel Bry en 1986. Le gnomon est un cylindre de métal incliné de plusieurs mètres de long, reposant au centre d'un demi-cercle de 18 m de diamètre, qui s'incurve légèrement en son centre pour le soutenir.
Le bord de l'amphithéâtre est entouré d'une série de gradins, lesquels sont dominés par une succession de sculptures abstraites en pierre de Bourgogne symbolisant les heures.